# Metrobi
Metrobi (en llatí Metrobius, en grec antic Μητρόβιος) va ser un dels nombrosos escriptors grecs sobre temes de cuina. Ateneu a la seva obra Deipnosophistae, diu que era l'autor del llibre Πλακουντοποιϊκὸν σύγγραμμα.